# یژژتسه (استان پومرانی)
یژژتسه (به لاتین: Jezierzyce) یک روستا در لهستان است که در گمینا سووپسک واقع شده‌است. یژژتسه ۳۴۹ نفر جمعیت دارد.